# Śródmieście (Gdańsk)
Śródmieście (Centre ville en polonais) est un arrondissement de Gdańsk situé au centre de la ville, et compte environ 39 770 habitants. Śródmieście est habituellement appelé le centre ville, la vieille ville ou simplement Gdańsk, car le quartier correspond à l'ancienne ville.

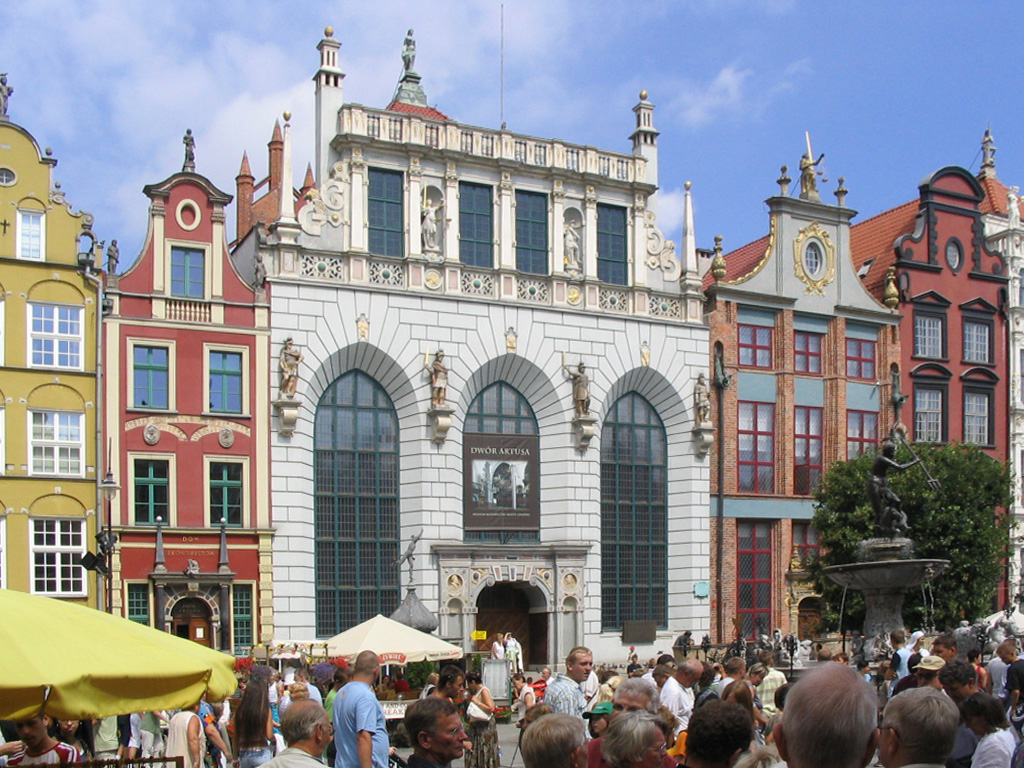
La place du long marché dans la vieille ville.
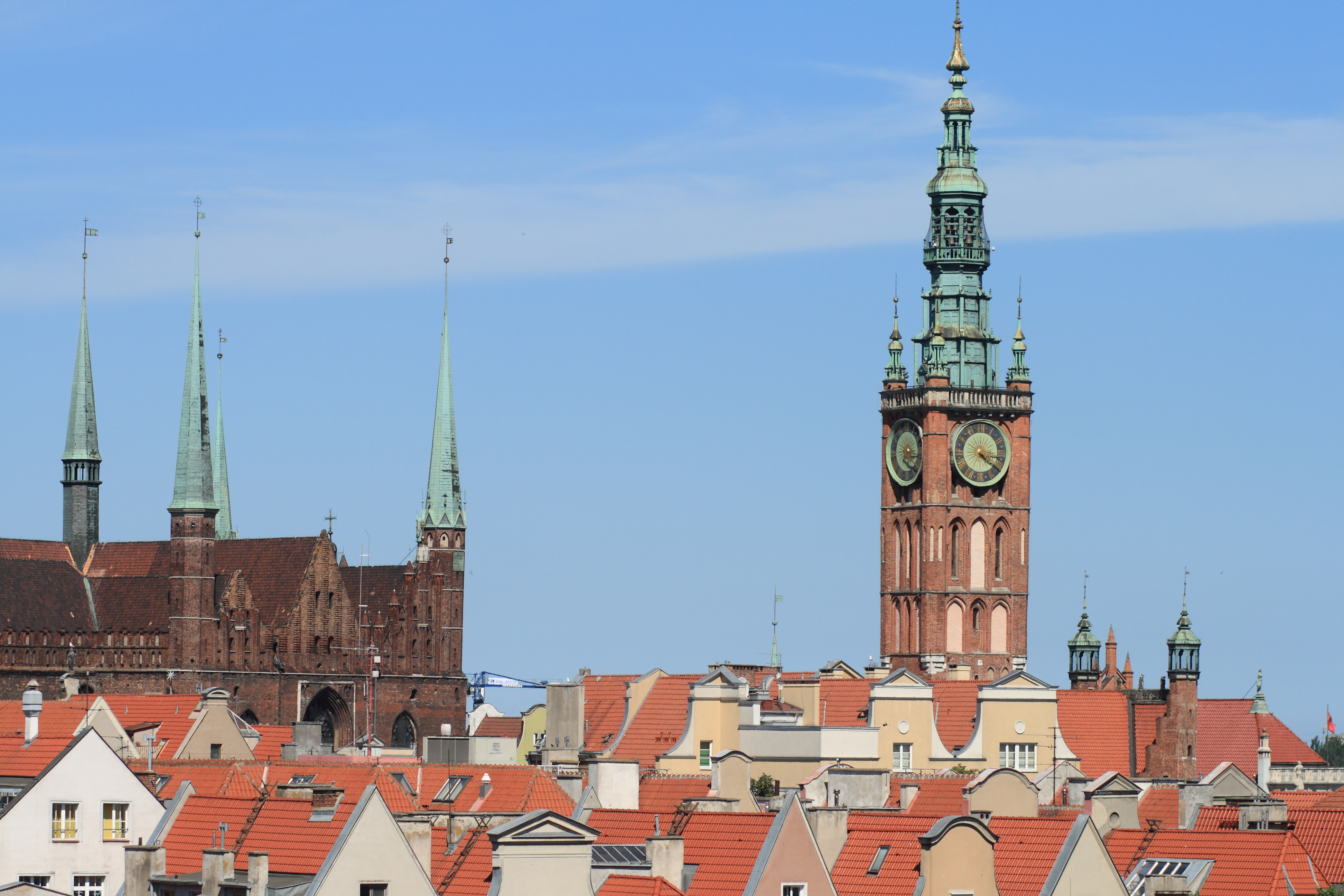
L'hôtel de ville à l'église Sainte-Marie.
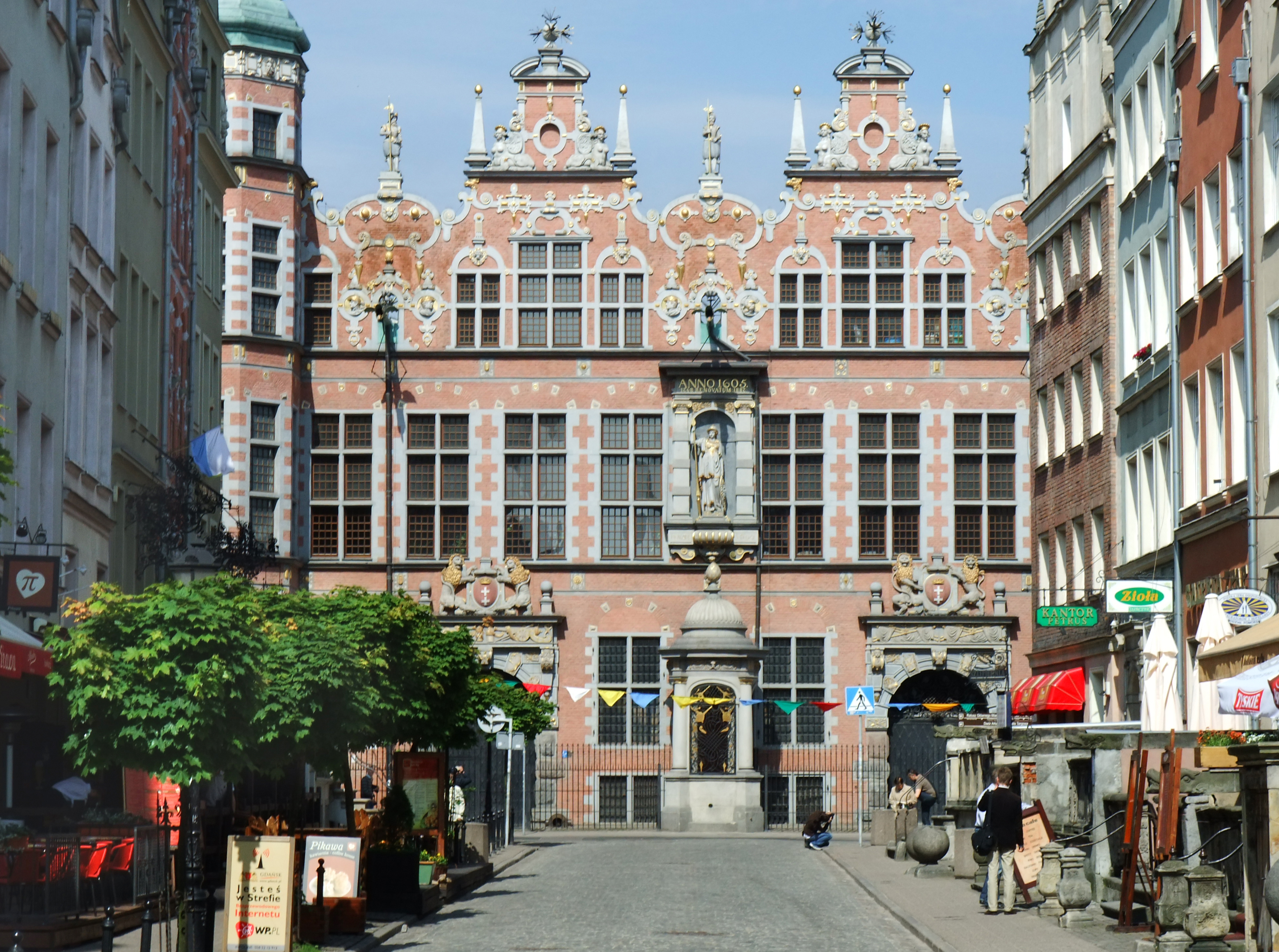
Grande armurerie.